# Victor Dethier
Victor Dethier (* 23. März 1892 in Jemeppe-sur-Meuse; † 23. April 1963 in Lüttich) war ein belgischer Radrennfahrer.
Victor Dethier war von 1909 bis 1921 Berufssportler. Seine größten Erfolge waren der Sieg bei der Belgischen Straßenmeisterschaft sowie beim Etoile Caroloregienne, einem damals in Belgien hochgehandelten Rennen, das allerdings nur bis zum Ersten Weltkrieg ausgetragen wurde. 1920 belegte er den achten Platz bei Lüttich–Bastogne–Lüttich.